# Auditorium Parco della Musica
Résidence
L'Auditorium Parco della Musica est un multicomplexe musical et culturel accueillant trois salles de spectacles indépendantes dans le quartier de Parioli à Rome en Italie. Le projet architectural a été réalisé par Renzo Piano sur le site ayant accueilli les Jeux olympiques de Rome en 1960 et fut inauguré le 21 avril 2002 pour la salle Santa Cecilia et le 21 décembre 2002 pour l'ensemble du complexe.

## Projet
Selon les plans de l'architecte italien Renzo Piano, la réalisation de l'Auditorium Parco della Musica s'est faite à partir de septembre 1995 sur un espace de 55 000 m2 situés dans le quartier de Parioli entre le quartier Flaminio, le Tibre et le village olympique. Le complexe musical est constitué de trois salles indépendantes ayant des formes de scarabée de diverses dimensions :
- la salle Santa Cecilia de 30 000 m3 et 2 742 places (constituant la salle la plus vaste d'Europe) a pour vocation principale de présenter les concerts de musique symphonique et d'accueillir à l'année l'orchestre de l'Académie nationale de Sainte-Cécile
- la salle Sinopoli de 1 133 places est plus destinée à la musique de chambre et à la danse
- la salle Petrassi de 673 places est consacrée à différents types de spectacles de scènes, multimédia, conférences, et lectures.

La capacité totale de l'ensemble du complexe est de 4 700 places auxquelles s'ajoute une cavae, agora centrale extérieure reliant les trois salles, d'une capacité de 2 800 places, nommée Luciano-Berio en l'honneur du compositeur italien qui œuvra pour la réalisation du complexe. Elle est utilisée pour des concerts estivaux ou comme patinoire lors des festivités de Noël. Les salles sont destinées à accueillir outre la musique classique, du jazz, de la danse, du théâtre, des concerts de pop et de rock, et divers évènements culturels (Festival de mathématique, de philosophie...). Le site héberge également une quatrième salle de 330 places dédiée uniquement au théâtre et intitulée Teatro Studio ainsi que trois studios indépendants de travail.
Le complexe est géré depuis 2004 par la Fondazione Musica per Roma et accueille également l'Accademia Nazionale di Santa Cecilia et son Orchestre de l'Académie nationale de Sainte-Cécile. En 2005, l'académie de musique a transféré intégralement son fonds et sa bibliothèque dans une bibliomédiathèque sur le site. En 2008, l'académie y a ouvert son Musée des instruments musicaux (it) (MUSA) qui présente ses collections.

La salle Santa Cecilia.
La salle Sinopoli.
La salle Petrassi.

## Manifestations
Le parco della Musica constitue le plus vaste multicomplexe d'Europe et l'un des dix plus grands au monde. Son taux de fréquentation est très élevé, ce qui est dû à la grande diversité des manifestations qu'il accueille, en plus de ses concerts réguliers de musique de chambre et symphonique, rock et jazz. Il accueille à l'automne le nouveau Festival international du film de Rome. 

## Villa romana
Lors des travaux préliminaires effectués sur le site du Parco en 1995, ont été mis au jour des vestiges romains datant du VIe au IIIe siècle av. J.-C. L'excavation des ruines faite entre 1996 et 1998 a révélé la présence sur 2 000 m2 d'une villa praticienne datant de 500 av. J.-C. environ. édifiée sur les restes d'une fabrique antique paysanne et ceinturée d'un mur délimitant un espace agricole. Une importante restructuration du site a été réalisée vers 300 av. J.-C. pour embellir la villa, comme l'ont prouvées les découvertes d'ornementations telles qu'une gouttière ouvragée représentant la tête de la divinité fluviale Achéloos. La villa a été probablement abandonnée au début du IIIe siècle av. J.-C.
Un petit musée archéologique a été créé sur le site des vestiges de la villa pour mettre en valeur les pièces retrouvées lors de la réalisation de l'auditorium.